# Pyrrhopappus
Pyrrhopappus là một chi thực vật có hoa trong họ Cúc (Asteraceae).

## Loài
Chi Pyrrhopappus gồm các loài: